# Citrus City
Citrus City è un census-designated place degli Stati Uniti d'America situato nella contea di Hidalgo dello Stato del Texas.
La popolazione era di 2.321 persone al censimento del 2010. Fa parte dell'area metropolitana di McAllen–Edinburg–Mission e Reynosa–McAllen.

## Geografia fisica
Citrus City è situata a 26°19′38″N 98°23′28″W (26.327092, -98.390987).
Secondo lo United States Census Bureau, ha un'area totale di 2,0 miglia quadrate (5,2 km²).

## Società

### Evoluzione demografica
Secondo il censimento del 2000, c'erano 941 persone, 203 nuclei familiari e 190 famiglie residenti nella città. La densità di popolazione era di 463,0 persone per miglio quadrato (179,0/km²). C'erano 222 unità abitative a una densità media di 109,2 per miglio quadrato (42,2/km²). La composizione etnica della città era formata dal 13,28% di bianchi, lo 0,21% di afroamericani, l'85,76% di altre razze, e lo 0,74% di due o più etnie. Ispanici o latinos di qualunque razza erano il 98,72% della popolazione.
C'erano 203 nuclei familiari di cui il 67,5% aveva figli di età inferiore ai 18 anni, il 74,4% aveva coppie sposate conviventi, il 15,3% aveva un capofamiglia femmina senza marito, e il 6,4% erano non-famiglie. Il 5,4% di tutti i nuclei familiari erano individuali e il 2,0% aveva componenti con un'età di 65 anni o più che vivevano da soli. Il numero di componenti medio di un nucleo familiare era di 4,64 e quello di una famiglia era di 4,68.
La popolazione era composta dal 43,1% di persone sotto i 18 anni, il 13,8% di persone dai 18 ai 24 anni, il 29,3% di persone dai 25 ai 44 anni, l'11,1% di persone dai 45 ai 64 anni, e il 2,7% di persone di 65 anni o più. L'età media era di 21 anni. Per ogni 100 femmine c'erano 94,4 maschi. Per ogni 100 femmine dai 18 anni in giù, c'erano 89,7 maschi.
Il reddito medio di un nucleo familiare era di 15.278 dollari e quello di una famiglia era di 14.667 dollari. I maschi avevano un reddito medio di 15.972 dollari contro i 14.886 dollari delle femmine. Il reddito pro capite era di 6.117 dollari. Circa il 49,4% delle famiglie e il 47,8% della popolazione erano sotto la soglia di povertà, incluso il 45,2% di persone sotto i 18 anni e il 54,8% di persone di 65 anni o più.